# 9GAG
9GAG es un sitio humorístico de Internet establecido en Hong Kong y publicado en Estados Unidos. Lanzada en 2008, esta página es muy conocida por el uso de memes.

## Contenido y estilo
La página es, con algunos cambios, similar en su presentación con la de un blog, donde los post son llamados "gags" (broma en inglés).El nombre de esta página Web provenía del hecho que se mostraban nueve gags por página al momento. A partir del 6 de febrero de 2012 hubo un cambio general en el que los gags son mostrados en grupos de 110 por página. 
Los gags consisten en imágenes (y algunas veces en videos de YouTube) que suelen estar acompañados de cuadros de texto que funciona como un pequeño comentario o una descripción del gag. El contenido y temas de estos, suelen mostrar memes del mundo del internet Memes Caricatura, personajes y personalidades, diseños que muestran actividades del día a día con toques humorísticos, bromas con respecto a algunos estereotipos asociados con hombres, mujeres, políticos y muchos más, críticas de ciertos artistas y actores, parodias, sátiras, pequeñas historias (tanto tristes como alegres), comentarios sobre algunos eventos e incluso algunos llamando a la solidaridad de la comunidad "9GAG" para alguna causa.
Cualquier usuario registrado puede subir gags a la página. Una vez en el servidor, estas imágenes pueden ser votadas en la sección del sitio llamada "Fresh" (fresco o nuevo en español). Si recibe suficientes votos, la imagen es movida a una sección llamada "Trending" (tendencias en español), de donde se pueden mover a la página principal si reciben suficientes votos positivos. Algunos gags no están disponibles a los usuarios no registrados, puesto que suelen contener bromas o comentarios con explícito contenido sexual (aunque suele ser ligero) y son marcados con la etiqueta NSFW (Not Safe For Work, No Recomendado Para el Trabajo) que avisa de que puede dar problemas ver dicho gag con más gente.
No es necesario estar registrado para acceder al sitio. Sin embargo, para poder votar, ver gags con acceso restringido o comentar las publicaciones, uno tiene que estar registrado completando una simple forma digital donde el usuario puede agregar su correo electrónico y un nombre de usuario, o conectarse directamente con su cuenta de Facebook.

## 9gag vs 4chan
Internamente, se dice que la página de 9gag está en "guerra" contra la página de 4chan. Esto se debe a que ambas páginas mantienen la misma idea de mostrar imágenes normalmente graciosas con comentarios de los usuarios y público en general. Sin embargo, una diferencia principal es en las imágenes en general que se muestran, siendo normalmente aptas para todo el público en 9gag y varias veces con motivos para adultos en la página de 4chan. 
Fue gracias a 4chan que muchos de los actualmente conocidos memes de internet (Memes Caricatura) fueron creados volviéndose famosos. 9gag ha contribuido a volverlos más aceptados, llegando al punto de haber sido introducidos a muchas páginas como Facebook. Por lo que 4chan en varias ocasiones ha armado ataques contra 9gag por postear memes, pero estos nunca han sido tomados en serio, en ninguna de las dos páginas.

## Racismo, promoción de la discriminación y la violencia
En su artículo de 2014 "Construyendo identidad y construyendo puentes entre culturas: el caso de 9gag", el lingüista Albin Wagener examinó 446 publicaciones encontradas en la página de inicio de 9gag; de ellos, 40 (8,97%) fueron claramente discriminatorios. La mayoría de las publicaciones discriminatorias fueron misóginas (57,5%), seguidas de discriminación cultural (25%) y homofobia (12,5%). Según Wagener, 9GAG une a las personas en un contexto internacional, pero a través del simbolismo masculino y heterosexual y la devaluación de otros grupos. 
En 2023, apareció un meme en 9GAG que hacía referencia a un incidente en el que una adolescente fue radicalizada y luego vendida como esclava sexual, violada y asesinada. El meme está en la sección "Humor", tiene más de 10,000 votos a favor de usuarios de 9GAG y la mayoría de comentarios son escritos por hombres que celebran esa tragedia y se burlan de la muerte violenta de la adolescente.
En 2024, apareció un meme en 9GAG sobre cómo supuestamente los negros y los árabes huelen mal. Los comentarios bajo el meme se burlan de la gente negra por oler mal e insisten en que la gente negra tenga una alta tasa de criminalidad y no use jabón.